# Calicnemis bahilloi
Calicnemis bahilloi är en skalbaggsart som beskrevs av Lopez-colon 2003. Calicnemis bahilloi ingår i släktet Calicnemis och familjen Dynastidae. Inga underarter finns listade.